# Schistes
Schistes is een geslacht van vogels uit de familie kolibries (Trochilidae) en de onderfamilie Polytminae. Er zijn twee soorten:
- Schistes albogularis  – Witvlekwigsnavel
- Schistes geoffroyi  – Witstreepwigsnavel